# Рес (трагедия)
«Рес» — трагедия анонимного греческого драматурга IV века до н. э., долгое время приписывавшаяся Еврипиду. Названа именем фракийского царя Реса и описывает вылазку Одиссея и Диомеда в лагерь троянцев во время Троянской войны, — эпизод, содержащийся в десятой песни «Илиады».
Самая короткая из дошедших до наших дней античных трагедий (насчитывает 996 стихов).

## Вопрос об авторстве и датировке
«Рес» — единственная трагедия, которую можно с большей или меньшей уверенностью причислить к IV веку до н. э. и единственная анонимная пьеса древнегреческого театра (все остальные дошедшие до нашего времени греческие трагедии написаны в V веке до н. э. и принадлежат трём великим трагикам — Эсхилу, Софоклу или Еврипиду). В средневековых рукописях трагедия «Рес» фигурирует в числе пьес Еврипида, однако в формальном, содержательном, идейном и стилистическом отношении заметно отличается от них, поэтому в современном литературоведении единогласно признаётся пьесой более позднего времени.

## Художественные особенности
Трагедия отличается динамичностью сюжета и внешней эффектностью. В ней есть несколько новаторских театральных приёмов: так, традиционный театральный вестник, обычно не принимающий участия в действии, здесь играет более заметную, чем у драматургов-предшественников, роль: он предстаёт в облике раненого возницы Реса. Уникально начало пьесы, где выходящий на сцену хор воинов будит Гектора бодрой песней, — такого динамичного вступления нет ни у одного из античных драматургов, которые обычно начинали свои трагедии неторопливым прологом. Впрочем, в литературе выдвигалась гипотеза, что «в рукописи, послужившей образцом для тех, в которых сохранился „Рес“», была утрачена начальная страница, и, таким образом, никаких художественных экспериментов автор трагедии не производил.

## Переводы на русский язык
Первый перевод трагедии на русский язык был выполнен И. Ф. Анненским и увидел свет в 1896 году. По мнению современных исследователей, нет оснований считать этот перевод удачным: «Игнорируется в ряде случаев метрическое своеобразие оригинала <…>, нет попытки приблизиться к метрической структуре хоровых партий, обильно используются модернизмы („шпион“, „кордон“, „лозунг“ и т. п.)».
В 2021 году появился новый перевод «Реса», который выполнил Вланес (Владислав Некляев).

## Основные издания на русском языке
- Перевод И. Анненского (оригинальная версия) // Журнал Министерства народного просвещения. — 1896. — Ч. CCCVII. — Сентябрь. — С. 128-145 (5-я пагинация); Октябрь. — С. 1-32 (5-я пагинация).
- Перевод И. Анненского (оригинальная версия) // Рес. Трагедия, приписываемая Еврипиду. — СПб., 1896.
- Перевод И. Анненского (в редакции П. Соколова) // Рес. Трагедия Еврипида. — СПб., 1909.
- Перевод И. Анненского (оригинальная версия) // Еврипид. Трагедии: В 2 тт. — М., 1999. — Т. 2. — С. 565-611. — (Литературные памятники).